# Pagney-derrière-Barine
 Pagney-derrière-Barine  là một xã của tỉnh Meurthe-et-Moselle, thuộc vùng Grand Est, đông bắc nước nước Pháp. Xã này nằm ở khu vực có độ cao trung bình 280 mét trên mực nước biển.